# توماس روبرتسون (سياسي كندي)
توماس روبرتسون هو سياسي كندي، ولد في 25 يناير 1827، وتوفي في 6 سبتمبر 1905. حزبياً، نشط في الحزب الليبرالي الكندي. وقد انتخب عضو مجلس العموم الكندي.